# Dodekan
Dodekan (även känd som dihexyl, bihexyl, adakane 12 eller duodekan) är ett mättat kolväte, en alkan, med 12 kolatomer och summaformeln C12H26. Det finns 355 isomerer av dodekan med samma summaformel. Enligt IUPAC-nomenklatur betecknar dodekan kolvätet med ogrenad kolkedja, det vill säga 12 kolatomer i rad. Dess kokpunkt är 216,2 °C. 

## Användning
Dodekan används som lösningsmedel, destillationsstimulator och scintillatorkomponent. Det används som utspädningsmedel för tributylfosfat (TBP) i nukleära upparbetningsanläggningar.

### Förbränningsreaktion
Förbränningsreaktionen av dodekan är:
2 C12H26(l) + 37 O2(g) → 24 CO2(g) + 26 H2O(g)
ΔH° = −7513 kJ
En liter bränsle behöver cirka 15 kg luft för att brinna och genererar 2,3 kg (eller 1,2 m3) CO2 vid fullständig förbränning.

### Flygbränsleersättning
Under de senaste åren (2022) har n-dodekan fått uppmärksamhet som en möjligt ersättning för fotogenbaserade bränslen som Jet-A, S-8 och andra konventionella flygbränslen. Det anses vara ett andra generationens bränslesurrogat som är utformat för att efterlikna den laminära flamhastigheten, som till stor del ersätter n-dekan, främst på grund av dess högre molekylmassa och lägre väte till kolförhållande som bättre återspeglar n-alkanhalten i jetbränslen.